# 卢卡·纳尔迪
卢卡·纳尔迪（義大利語：Luca Nardi，2003年8月6日—）是一名意大利职业网球运动员。
截至2023年5月，纳尔迪的职业生涯最高ATP（职业网球联合会）单打排名为世界第126位，他在2022年11月7日首次取得这一排名。他的ATP双打排名最高达到了世界第299位，于2023年4月10日获得。

## 职业生涯

### 2023年：大师赛首胜
排名世界第159的纳尔迪首次参加蒙特卡洛大师赛，在资格赛中击败了4号种子康斯坦·莱斯蒂耶纳和11号种子奧斯卡·奧特，进入正赛。他在第一轮比赛中战胜了外卡选手瓦朗坦·瓦舍罗，取得了他职业生涯的首场大师赛正赛胜利，也是他在ATP巡回赛上的第二场胜利。在第二轮比赛中，他在50分钟内以0:6、0:6的比分不敌同胞、16号种子洛伦佐·穆塞蒂。此站过后，他的世界排名上升了15位。
纳尔迪获得了意大利公开赛的正赛外卡。